# Metsküla (Märjamaa)
Metsküla (Duits: Metsküll) is een plaats in de Estlandse gemeente Märjamaa, provincie Raplamaa. De plaats heeft de status van dorp (Estisch: küla).

## Bevolking
Het dorp had 19 inwoners op 31 december 2011 en 13 inwoners op 31 december 2021.

## Ligging
De plaats ligt tegen de grens tussen de gemeenten Märjamaa en Rapla. Aan de andere kant van de grens, ten oosten van Metsküla, ligt een dorp dat ook Metsküla heet. De twee dorpen hebben geen gemeenschappelijke geschiedenis.
De rivier Vigala vormt de grens met het dorp Jaaniveski.

## Geschiedenis
Het dorp ontstond pas in de jaren vijftig van de 19e eeuw. Een paar boerderijen in het dorp waren ouder. Het hoorde toen bij het landgoed van Moisama (Mõisamaa).